# Міхай Бутян
Міхай Бутян (рум. Mihai Butean, нар. 14 вересня 1996, Клуж-Напока) — румунський футболіст, півзахисник сербського клубу «Воєводина». Виступав також за низку румунських клубів.

## Клубна кар'єра
Міхай Бутян народився 1996 року в місті Клуж-Напока, та є вихованцем футбольної школи місцевого клубу «Університатя». У 2015 році Бутян розпочав грати в основній команді клубу, в якій виступав до 2016 року, взявши участь у 29 матчах чемпіонату. У 2016 році футболіст став гравцем клубу «Астра» (Джурджу), проте гравця відразу відправили в оренду до клубу «Академіка» (Клінчень), з якої півзахисник повернувся за рік, та став гравцем основного складу «Астри».
У 2019 році Міхай Бутян перейшов до складу клубу «ЧФР Клуж», проте гравцем основного складу не став, і з 2020 до 2021 року двічі віддавався в оренду до клубу «Газ Метан», а в 2022 році до клубу «Кіндія». З 2022 до 2024 року футболіст грав у складі команди «Германнштадт». З 2024 року румунський півзахисник грає у складі сербського клубу «Воєводина».

## Виступи за збірну
Протягом 2018—2019 років Міхай Бутян грав у складі молодіжної збірної Румунії. На молодіжному рівні зіграв у 3 офіційних матчах.